# Charax
Pour les articles homonymes, voir Charax (homonymie).
Genre
Le genre Charax regroupe plusieurs espèces de poissons américains de la famillee des Characidae.

## Liste des espèces
- Charax apurensis - Lucena, 1987
- Charax caudimaculatus - Lucena, 1987
- Charax condei - (Géry and Knöppel, 1976)
- Charax gibbosus - (Linnaeus, 1758)
- Charax hemigrammus - (Eigenmann, 1912)
- Charax leticiae - Lucena, 1987
- Charax macrolepis - (Kner, 1858)
- Charax metae - Eigenmann, 1922
- Charax michaeli - Lucena, 1989
- Charax niger - Lucena, 1989
- Charax notulatus - Lucena, 1987
- Charax pauciradiatus - (Günther, 1864)
- Charax rupununi - Eigenmann, 1912
- Charax stenopterus - (Cope, 1894)
- Charax tectifer - (Cope, 1870)
- Charax unimaculatus - Lucena, 1989